# Сидерно
Сидѐрно (на италиански: Siderno, на местен диалект Sidernu, Сидерну) е морски курортен град и община в Южна Италия, провинция Реджо Калабрия, регион Калабрия. Разположен е на брега на Йонийско море. Населението на общината е 15 777 души (към 2012 г.).